# Villa Pallavicino (Busseto)
Villa Pallavicino, nota anche come Boffalora e palazzo dei Marchesi, è un edificio in stile rinascimentale che sorge al di fuori delle antiche mura della città di Busseto, nei pressi della chiesa e convento di Santa Maria degli Angeli. Al suo interno dal 2009 ha sede il museo nazionale Giuseppe Verdi, mentre il palazzo delle Scuderie ospita dal 2014 il museo Renata Tebaldi.

## Storia
La villa fu costruita a partire dal 1518 per volere di Matteo Marri, condottiero di ventura bussetano; l'architetto che progettò l'edificio è tuttora ignoto, anche se si presume possa essere stato il Bramante o il Vignola.
Pochi anni dopo, intorno al 1530, i Pallavicino acquistarono la villa, con lo scopo di adibirla a residenza estiva, in tempo per ospitarvi nel 1533 l'imperatore del Sacro Romano Impero Carlo V d'Asburgo, che restò ammirato dall'insolita architettura del palazzo.
Nel 1543 l'edificio fu sede dell'incontro tra il papa Paolo III e l'imperatore Carlo V, che diede impulso alla creazione del ducato di Parma e Piacenza, in seguito affidato a Pier Luigi Farnese.
Verso la fine del XVII secolo il marchese Alessandro II Pallavicino affidò probabilmente all'architetto Antonio Maria Bettoli la progettazione dell'innalzamento della villa, che fu ristrutturata senza tuttavia stravolgerne l'assetto cinquecentesco.
Intorno al 1740 furono decorate le facciate con cornici e stucchi rococò, eseguiti dallo scultore Carlo Bossi.
Nel 1959 l'edificio, nel frattempo acquisito dal Comune di Busseto, divenne sede del museo civico, che esponeva arredi e testimonianze della storia locale oltre a cimeli di Giuseppe Verdi.
La villa fu in seguito sottoposta ad un completo restauro, che dapprima interessò gli esterni e successivamente anche gli interni; nel 2009 l'edificio fu riaperto quale sede del museo nazionale Giuseppe Verdi, interamente dedicato al celebre Maestro bussetano.

## Descrizione

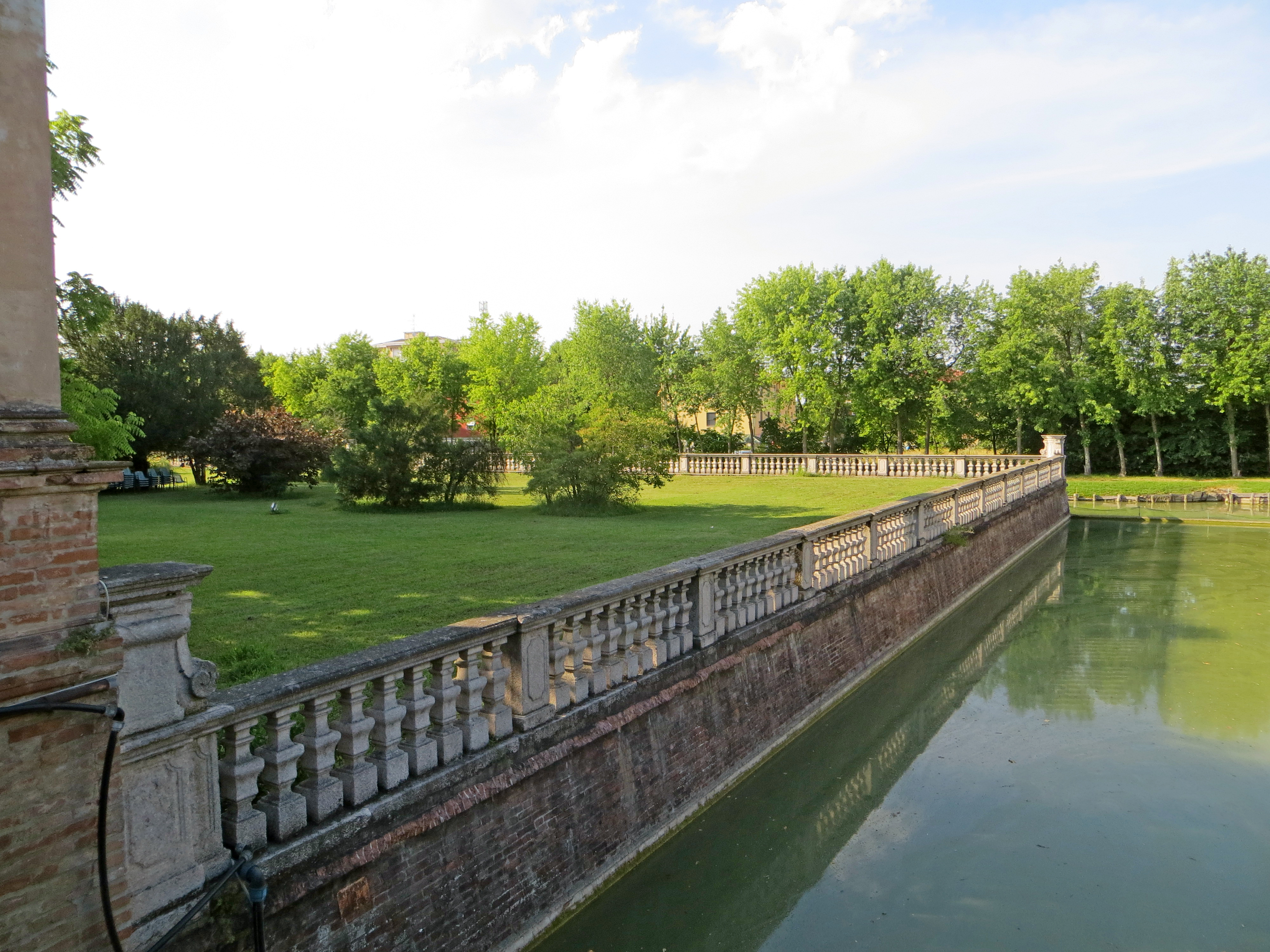
Peschiera

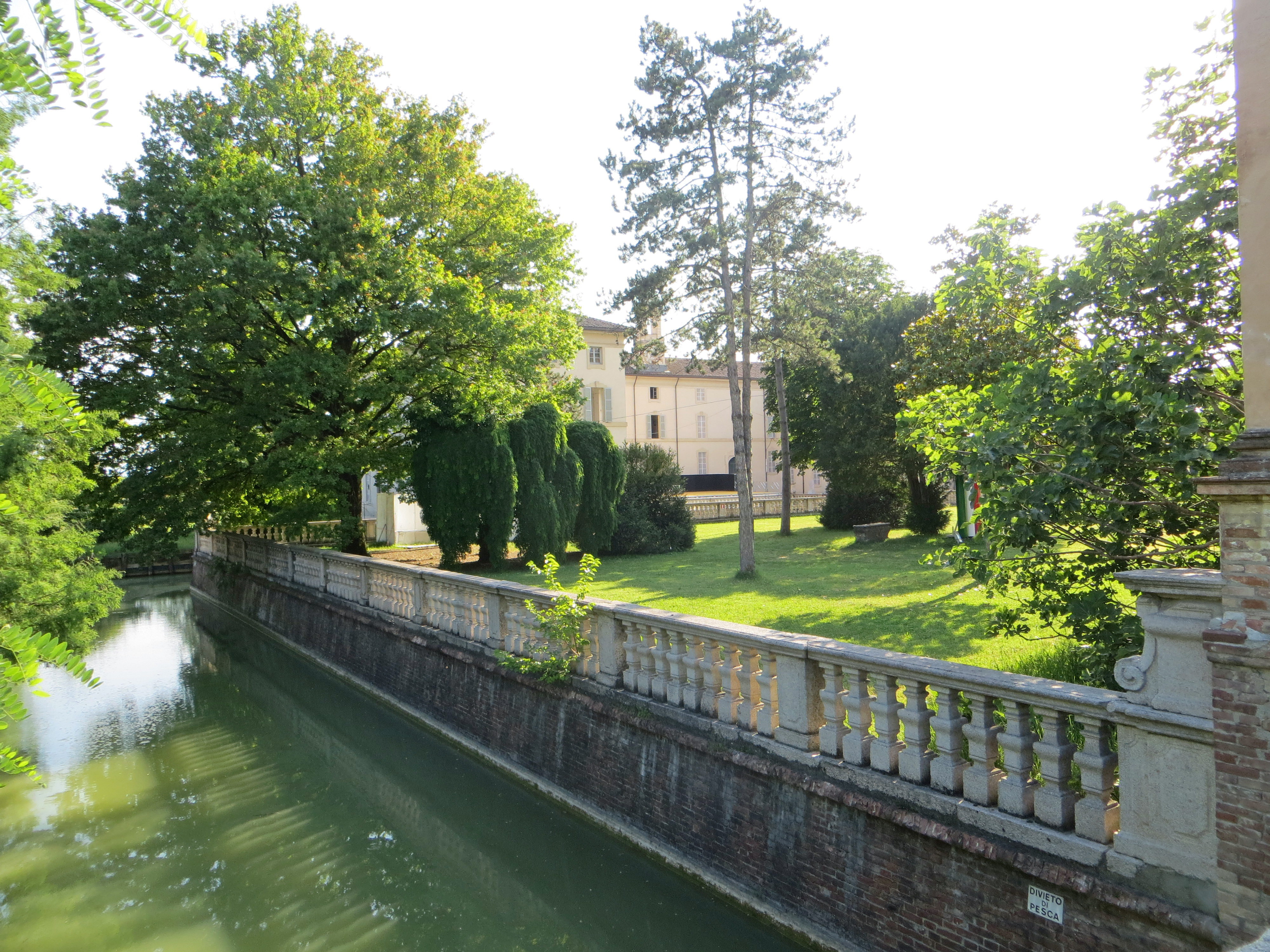
Peschiera

La villa sorge al centro di un'isola artificiale quadrata, circondata interamente da una peschiera; tre ponticelli sono posizionati al centro dei lati est, sull'ingresso principale, sud, sul palazzo delle Scuderie, e ovest, sul retro; la lunga balaustrata di colonnine sul contorno era originariamente arricchita da numerose statue realizzate dallo scultore Giuseppe Torretti agli inizi del XVIII secolo, oggi collocate nei parchi della verdiana Villa Sant'Agata e della rocca Meli Lupi di Soragna.
Un lungo viale di pioppi conduce all'accesso principale, preceduto dal monumentale arco del Corpo di guardia, innalzato appena oltre il ponticello d'ingresso.

### Villa

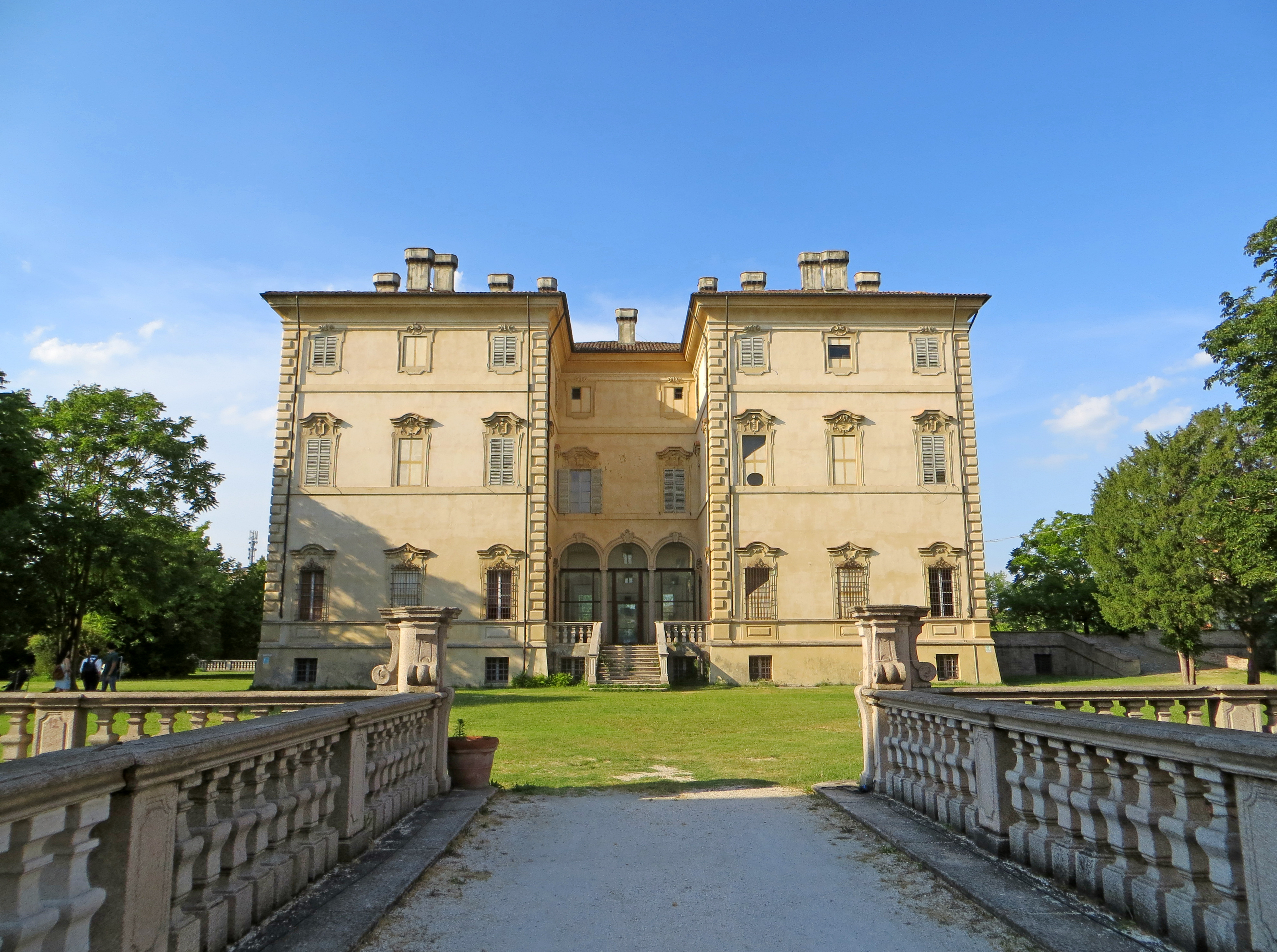
Facciata sud della villa

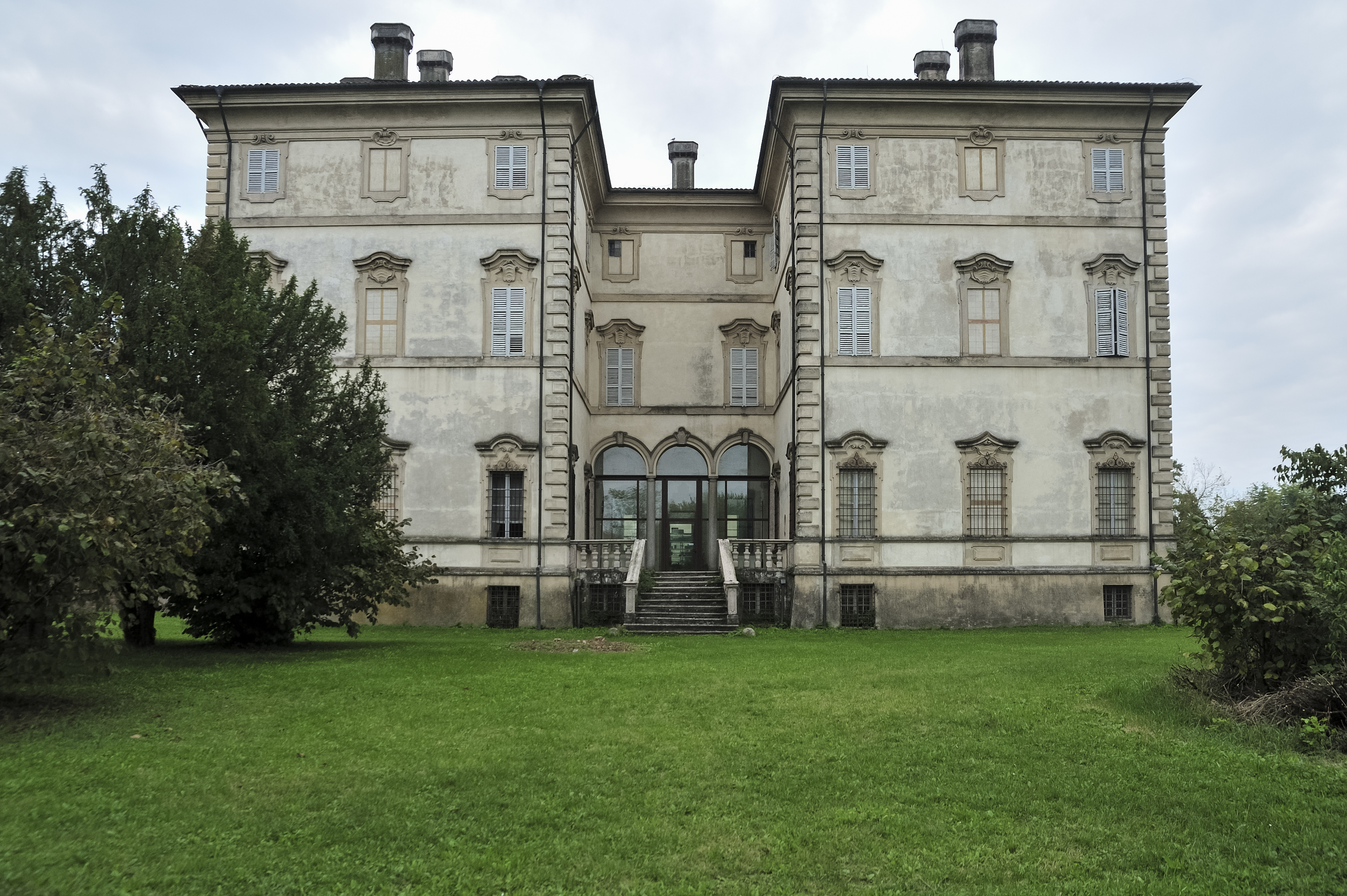
Facciata nord della villa

La villa si sviluppa su una pianta a scacchiera, costituita da cinque corpi quadrati, di cui uno al centro, aperto su tutte le fronti, e quattro sugli spigoli, in perfetta simmetria rispetto ad ogni facciata.
Gli eleganti prospetti intonacati, dai tratti classici, sono caratterizzati dalla perfetta simmetria, anche nelle bucature, in parte finte per non alterare l'armonia complessiva.
Negli avancorpi laterali, al di sopra del livello seminterrato, tre ordini di altrettante finestre scandiscono i piani superiori, ritmati da fasce marcapiano; le aperture sono inquadrate da cornici rococò, con stucchi in sommità al centro dei timpani, che raffigurano alternativamente conchiglie, volute e stemmi; gli spigoli sono arricchiti da finti bugnati, che slanciano verso l'alto l'intero edificio.
Nelle quattro fronti del corpo centrale, al livello rialzato, raggiungibile attraverso scaloni in granito balaustrati, si aprono i quattro ingressi, preceduti da portici sviluppati su tre archi a tutto sesto, retti da sottili colonne in pietra con capitelli.

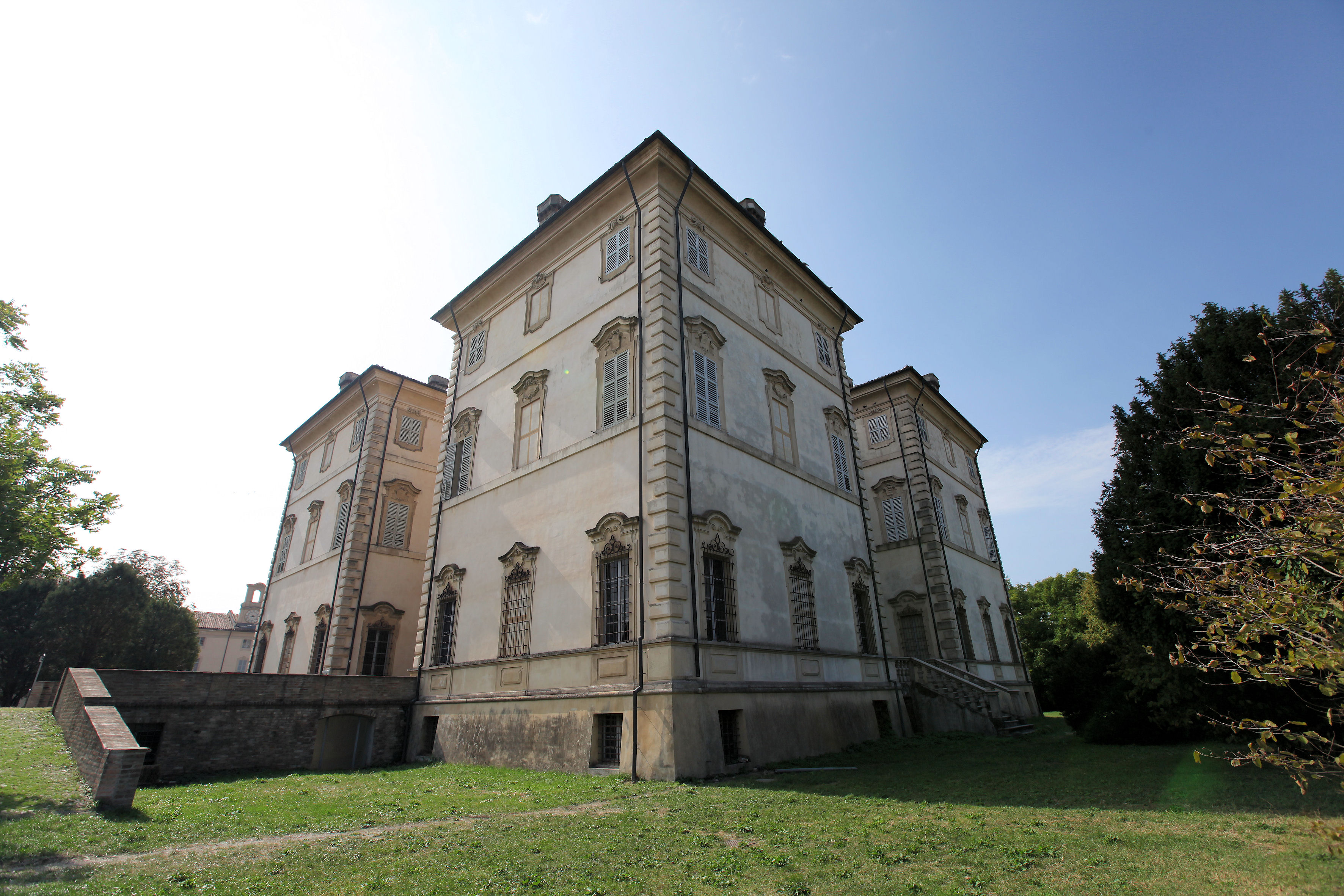
Angolo nord-est della villa

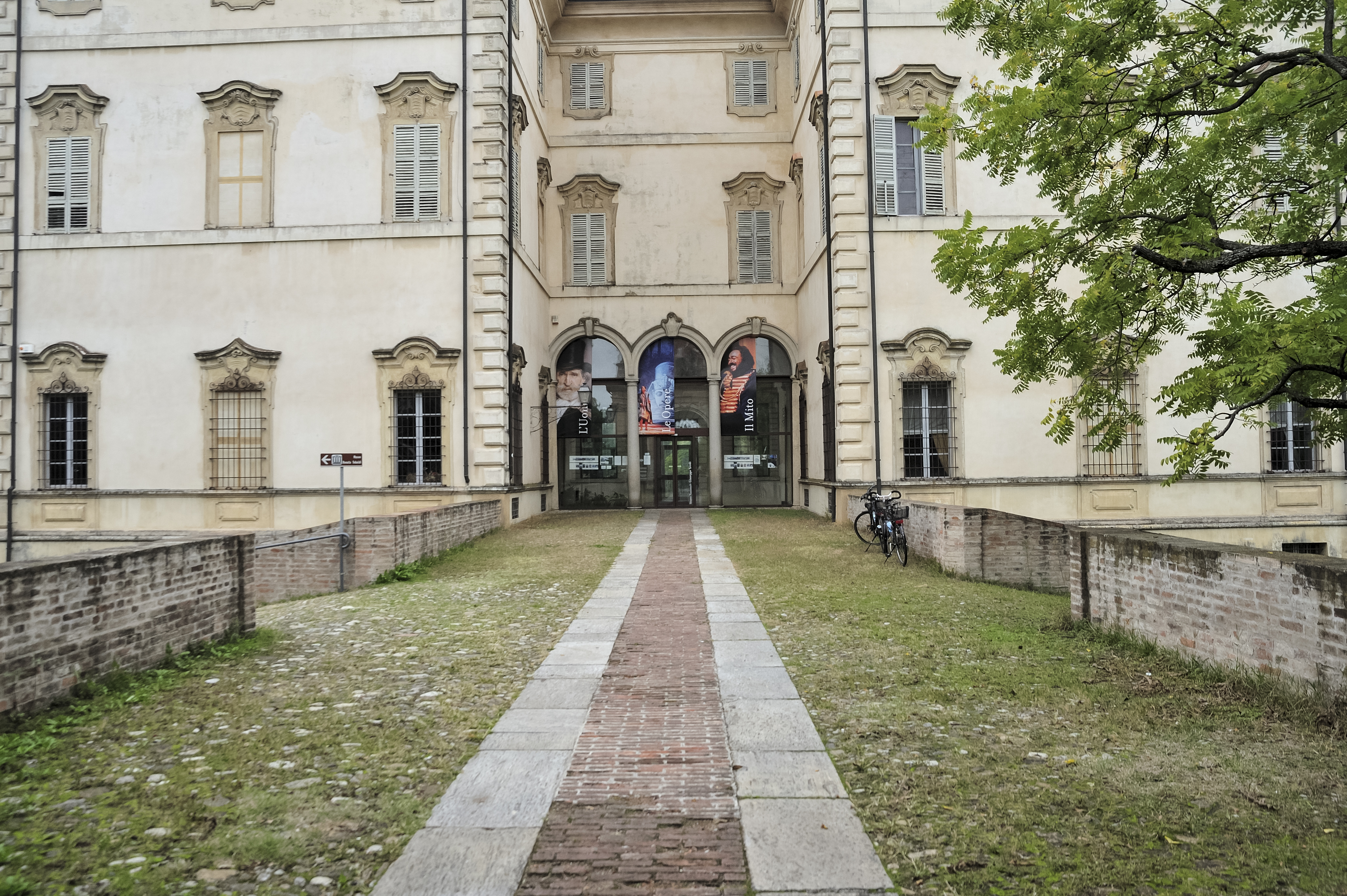
Ingresso principale della villa

Da ogni lato del corpo centrale si accede all'atrio baricentrico, così concepito per consentire il passaggio dell'aria attraverso ogni direzione, donde la denominazione Boffalora (soffia il vento); l'ambiente è coperto da una volta a ombrello interamente ornata da affreschi risalenti alla fine del XVI secolo, realizzati probabilmente dallo stesso artista che decorò il Salone degli Stemmi del castello di Torrechiara; i dipinti raffigurano divinità classiche e grottesche, con putti ed animali fantastici.
Anche le sale adiacenti presentano ricche decorazioni, di gusto barocco e rococò; al livello rialzato il corpo sud-ovest è ornato con affreschi di Giovanni Evangelista Draghi, risalenti all'incirca al 1675, mentre l'ala diametralmente opposta fu dipinta da Ilario Spolverini intorno al 1700; gli altri ambienti dello stesso piano presentano affreschi di Pietro Rubini, che nel 1746 decorò anche le sale del livello superiore; i dipinti sono incorniciati da stucchi, realizzati da Carlo Bossi verso la metà del XVIII secolo.

### Arco del Corpo di guardia

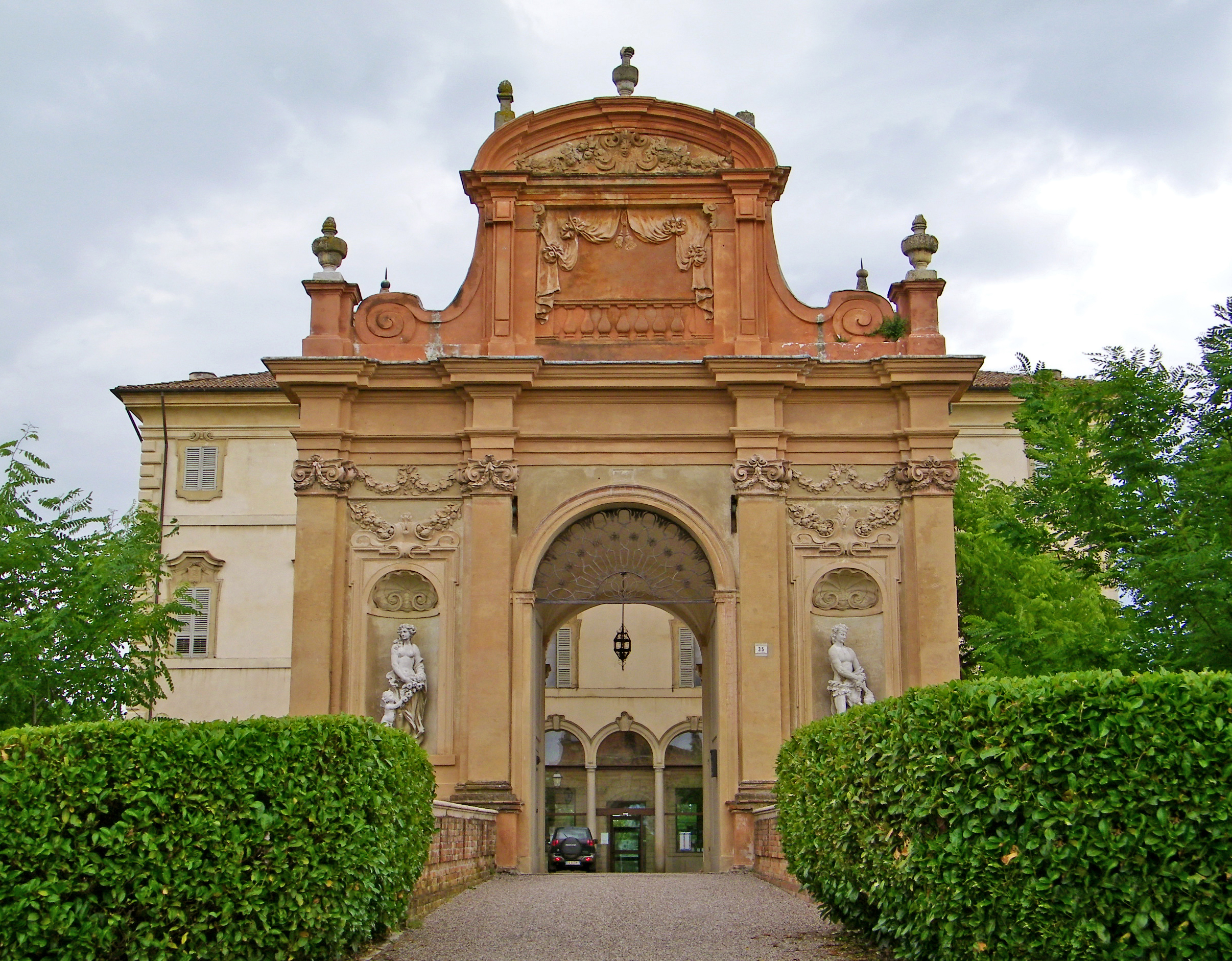
Lato esterno dell'arco del Corpo di guardia

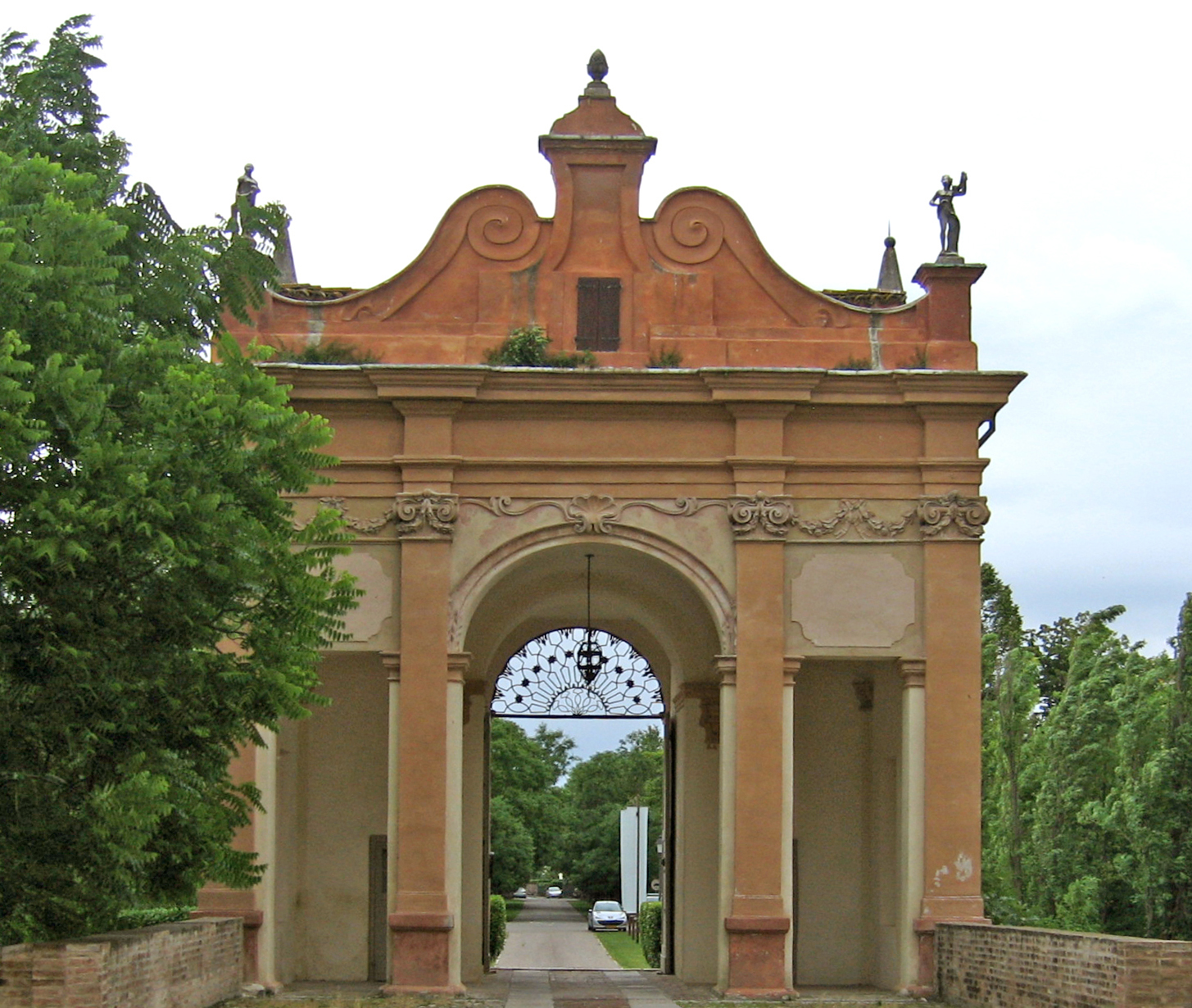
Lato interno dell'arco del Corpo di guardia

La struttura, a forma di arco trionfale ad un fornice, fu innalzata sul margine interno del ponticello d'ingresso nella seconda metà del XVII secolo, probabilmente ad opera dell'architetto Domenico Valmagini.
La costruzione, suddivisa in tre parti sul lato esterno, è caratterizzata dall'ampio accesso ad arco a tutto sesto, ai cui lati, tra lesene coronate da capitelli e collegate da ghirlande, si aprono due grandi nicchie, che ospitano le statue in pietra istriana raffiguranti Flora con putto e Bacco con faunetto; queste ultime, allegoriche rispettivamente della primavera e dell'autunno, furono realizzate dallo scultore veneziano Giuseppe Torretti agli inizi del XVIII secolo.
In sommità si innalza un fastigio monumentale, decorato al centro con un finto palco teatrale in stucco, con balaustra e drappeggi in rilievo; al di sopra si eleva un largo timpano circolare, che racchiude altre ghirlande in cotto, mentre ai lati si sviluppano due ampie volute; a coronamento sono posizionati alcuni vasi in terracotta.
Il lato interno è tripartito da quattro pilastri decorati da lesene, che scandiscono le aperture del piccolo portico; al centro si innalza un alto arco a tutto sesto, in asse con l'ingresso esterno, mentre ai lati gli spazi sono chiusi da architravi, sopra i quali eleganti ghirlande in cotto collegano i capitelli delle lesene; in sommità si innalza un fastigio con volute, coronato da un vaso al centro e due piccole statue alle estremità.
Tutte le decorazioni furono realizzate dagli artisti Domenico Dossa e Bernardo Barca, su disegno dell'architetto.

### Palazzo delle Scuderie

#### Storia

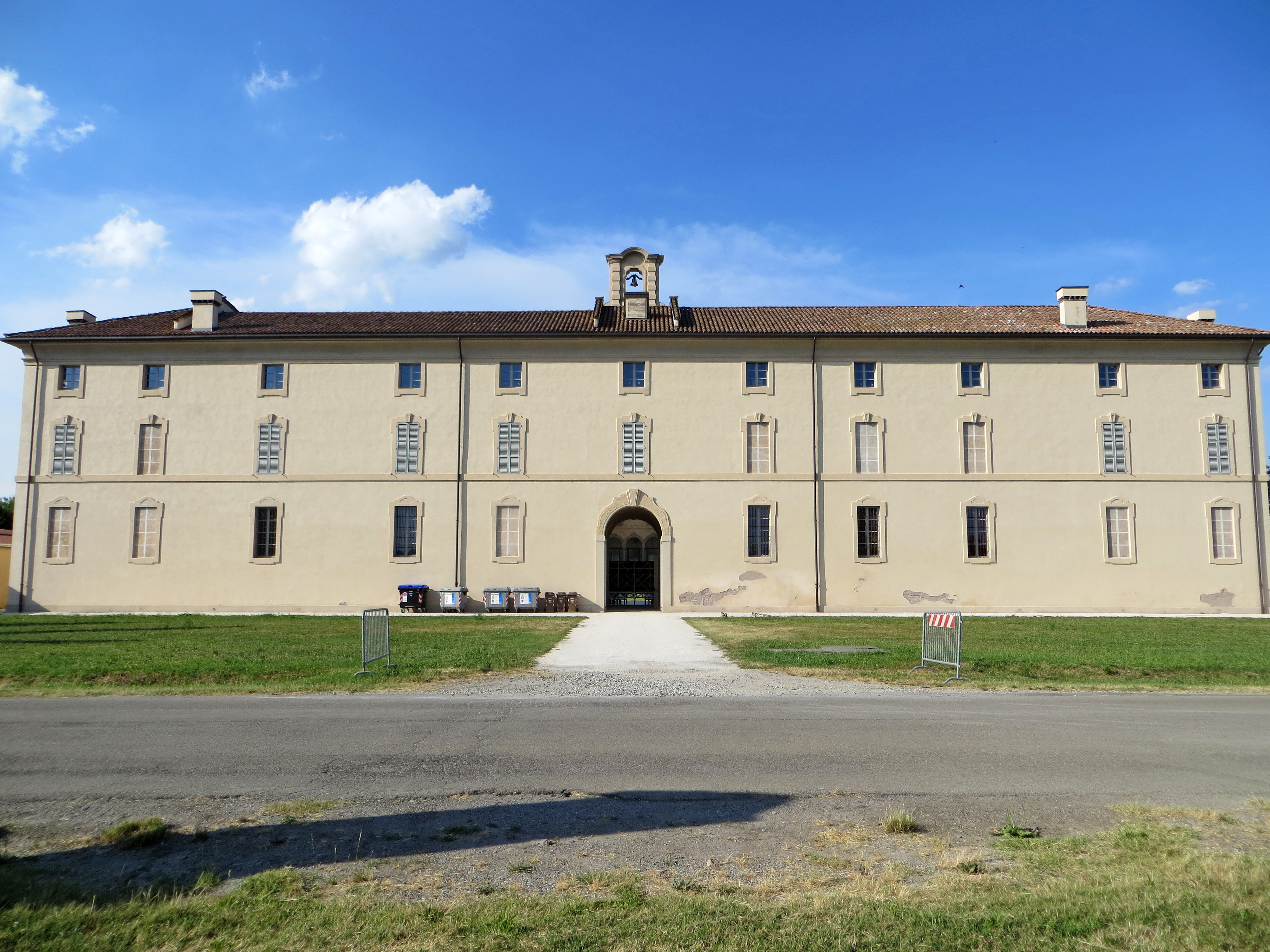
Facciata del palazzo delle Scuderie

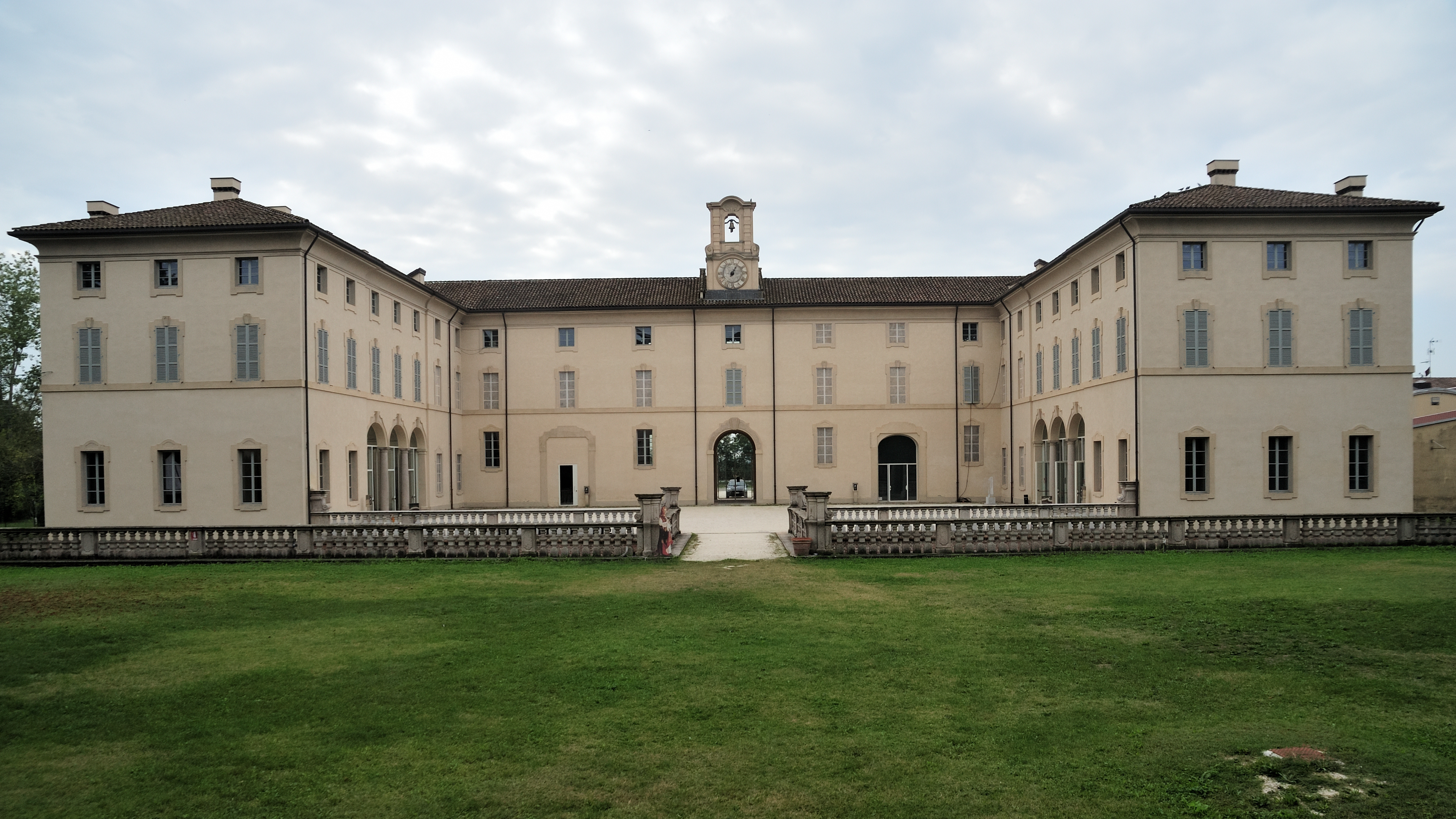
Corte interna del palazzo delle Scuderie

L'edificio, di ampie dimensioni, fu innalzato agli inizi del XVIII secolo in stile barocco. Fino alla fine del XIX secolo il palazzo costituiva con la villa ed il complesso rurale della Beccara un corpo unico, prima della costruzione della ferrovia Cremona-Fidenza, che isolò completamente la corte agricola.
Durante la seconda guerra mondiale il palazzo delle Scuderie fu inizialmente utilizzato come campo di prigionia per i prigionieri britannici, mentre in seguito all'armistizio di Cassibile fu completamente svuotato dai bussetani; nel dopoguerra fu trasformato in abitazione per alcune famiglie e in seguito in falegnameria, fino all'abbandono in cui cadde dopo il 1970.
Nel 2011 furono avviati i lavori di restauro, che si conclusero nel 2014, con l'inaugurazione del museo Renata Tebaldi, che occupa l'ala ovest del piano terreno.

#### Descrizione

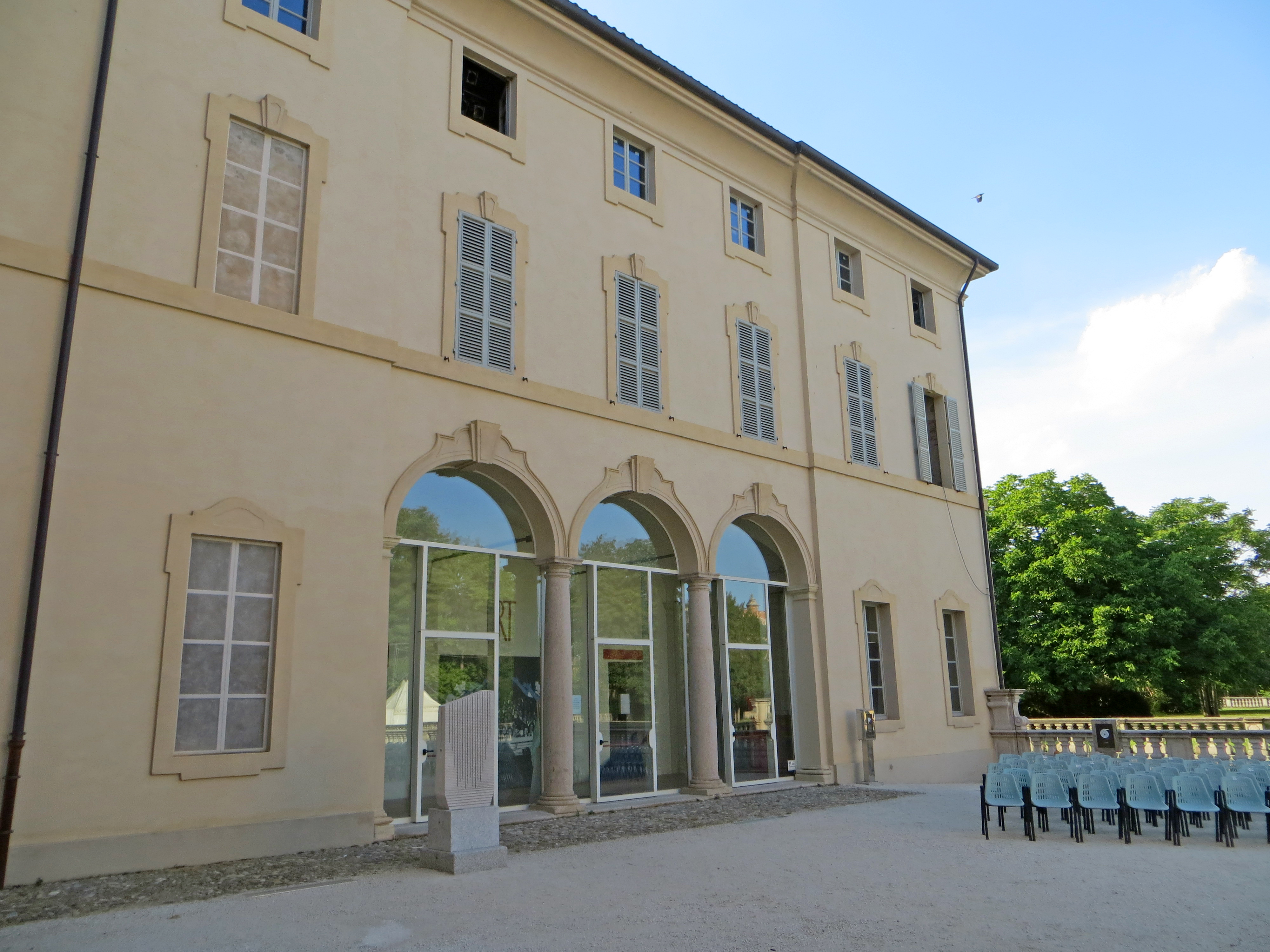
Ala ovest del palazzo delle Scuderie

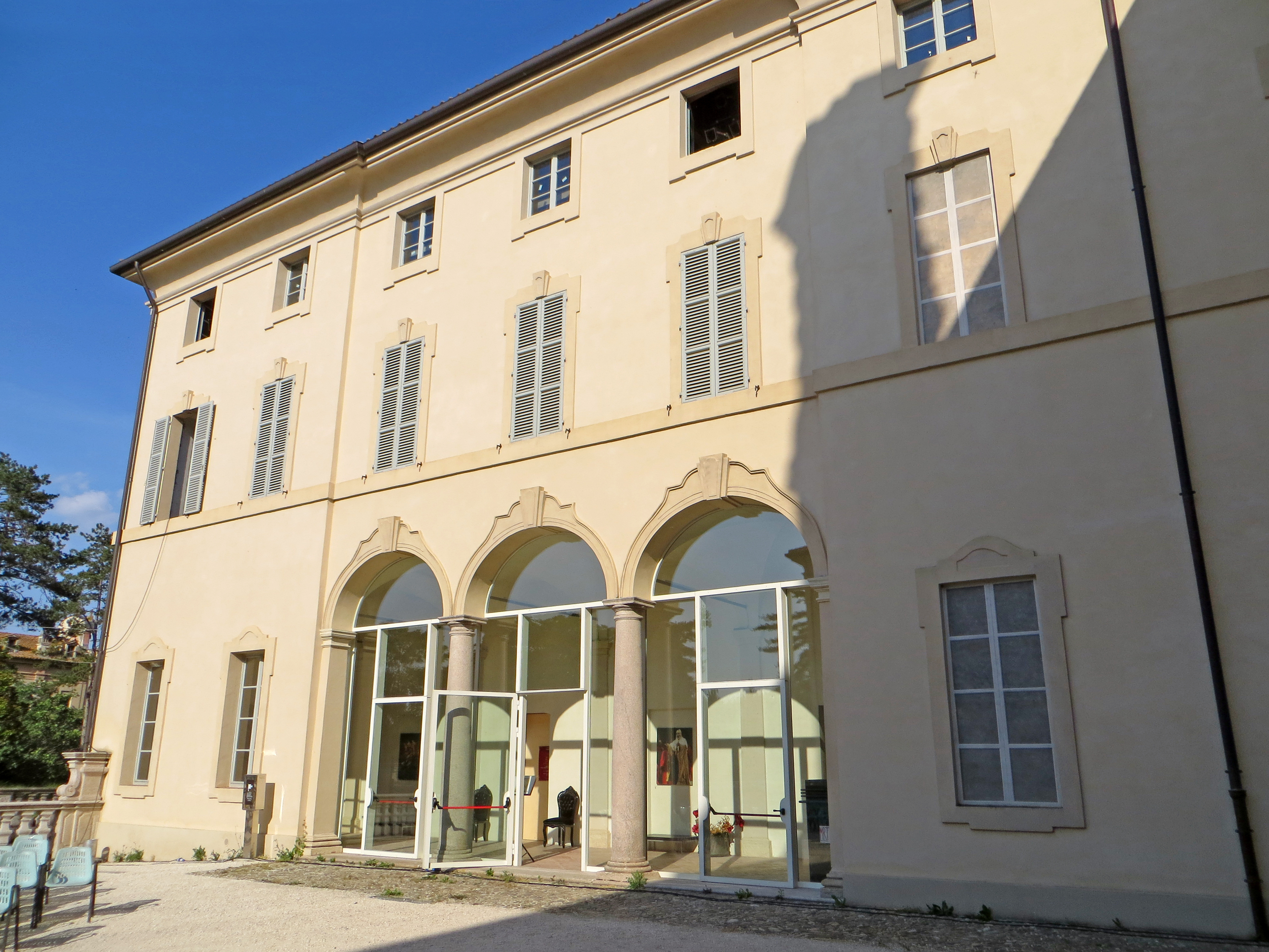
Ala est del palazzo delle Scuderie

Il palazzo delle Scuderie si articola su una pianta a ferro di cavallo, con le due ali laterali, rivolte verso la villa, sviluppate fino al margine della peschiera, formando in tal modo un ampio cortile chiuso, collegato attraverso un ponticello all'isolotto centrale.
Le facciate intonacate, sviluppate su tre livelli, sono caratterizzate dall'armonia delle aperture e delle decorazioni. La fronte verso la villa, perfettamente simmetrica, è contraddistinta dall'ampio portale d'ingresso ad arco a tutto sesto, inquadrato da una cornice barocca; ai lati e ai piani superiori si aprono numerose finestre con analoghe cornici, mentre in sommità si innalza nel mezzo un alto campanile a vela, con un grande orologio centrale e una piccola apertura sovrastante affiancata da lesene in bugnato.
Al centro delle due ali laterali si aprono verso il cortile centrale tre arcate a tutto sesto, sostenute da colonne d'ordine tuscanico in pietra, oggi chiuse da vetrate.